# Euxoa macrodentata
Euxoa macrodentata là một loài bướm đêm trong họ Noctuidae.